# 73539 Carmenperrella
73539 Carmenperrella è un asteroide della fascia principale. Scoperto nel 2003, presenta un'orbita caratterizzata da un semiasse maggiore pari a 3,1683822 au e da un'eccentricità di 0,1297051, inclinata di 9,86595° rispetto all'eclittica.